# Windir
Windir a fost o formație de black metal din Sogndal, Norvegia. Aceasta a fost înființată în 1994 de Terje „Valfar” Bakken⁠(d), albumul de debut Sóknardalr⁠(d) fiind lansat în 1997. Windir a devenit cunoscută pentru elementele de muzică folk⁠(d), folclor⁠(d) și mitologie scandinave, iar versurile formației au fost scrise în dialectul sognamål⁠(d). În cei aproape 10 ani de activitate, formația a lansat patru albume. Windir s-a destrămat în martie 2004, la scurt timp după moartea fondatorului. După moartea sa, membrii grupul au înființat alte formații, inclusiv Vreid, Mistur și Cor Scorpii⁠(d).
Primele albume ale formației au fost scrise în dialectul natal al fondatorului. Formația a avut o afinitate intensă pentru muzica tradițională și textele norvegiene, versurile sale fiind puternic influențate de saga locală, iar muzica de melodii populare tradiționale. De asemenea, era cunoscută pentru dialectul arhaic rural în care erau cântate melodiile. Windir a contribuit la inventarea genului „sognametal” și a influențat numeroase formații din mica regiune Sogn og Fjordane precum Vreid, Cor Scorpii, Mistur, Sigtyr și Feigd.

## Moartea lui Valfar
Pe 14 ianuarie 2004, Terje „Valfar” Bakken a plecat pe jos spre cabana familiei sale din Fagereggi, Norvegia. Pe 17 ianuarie, cadavrul său a fost găsit la Reppastølen, în valea Sogndal. Acesta a murit de hipotermie după ce a fost surprins de un viscol pe drum. A fost înmormântat pe 27 ianuarie la Biserica Stedje din Norvegia. În martie 2004, Windir s-a desființat oficial.
O compilație intitulată Valfar, ein Windir⁠(d) a fost lansată în 2004 în memoria lui Valfar. Pe 3 septembrie 2004, membrii Windir au susținut un ultim concert în memoria fondatorului la Oslo. Au fost invitate să cânte formațiile Enslaved, Finntroll, Notodden All Stars, Weh, E-Head și Mindgrinder.

## Membrii formației
- Terje "Valfar" Bakken – voce, chitară, bas, clape, acordeon (1994-2004)
- Jørn "Steingrim" Holen - tobe (1994-2004)
- Jarle "Hvàll" Kvåle – chitară bas (2001-2004)
- Sture Dingsøyr – chitară ritmică (2001-2004), voce (2004)
- Stian „Strom” Bakketeig – chitară principală (2001-2004)
- Gaute „Dreapta” Refsnes – clape (2001-2004)

### Foști membri:
- Sorg – chitară (1994 - 1996) și cor (pe melodia Det gamle riket)

- Lars Stian "Invictus" Havraas - bas (sesiune de înregistrări)

## Discografie
- Sóknardalr (1997)
- Arntor (1999)
- 1184 (2001)
- Likferd (2003)

### Albume demo
- Sogneriket (1994)
- Det gamle riket (1995)

### Compilații
- Valfar, ein Windir (2004, dedicat fondatorului Valfar)